# Крсте Петков Мисирков
Крсте Петков Мисирков или Крста Петковић Мисирков (Постол, 18. новембар 1874 — Софија, 26. јун 1926) био је филолог, књижевник, историчар, етнограф, публициста и колекционар.

## Живот и каријера
Крсте Мисирков рођен је 18. новембра 1874. године у селу Постол, у Егејској Македонији. Село се налази у близини древног македонског главног града Пеле.
Образовање
Шест разреда основне школе завршио у родном месту. Школу је похађао на грчком језику. Лоше материјална ситуација у породици онемогућилао му је да одмах настави школовање.
Након неколико година паузе, добио је стипендију од српског удружења „Свети Сава“.
Стипендија коју је добио није била добро прихваћена јер се сматрало да се на овај начин рекламира Србија, као што је то био случај Грчком и Бугарском у Македонији.
Неко време примао је стипендију све док није схватио да је почела да се користи у политичке сврхе. Израженост политике кроз активности удружења „Свети Сава“, видела се у нередима који покренули македонски научници. Због неслагања са неистомишљеницима, побегао је из Београда у Софију.
У Бугарској се ситуација ништа није разликовала у односу на Србију. Како би наставио своје образовање у Софији, био је приморан да научи да чита и пише на бугарском језику, што је одбио.
Поново је побегао у Србију покушавши да заврши трећи разред гимназије. Није успео у својо намери. Уписао је прву годину теолошке школе у Београду. Школа је била специфична. Циљ је био да се македонски студенти припреме за свештенике и учитеље који ће касније бити у Македонији ширити причу о Србији.
Македонски студенти изразили су своје незадовољство и побунили се. Након побуне, школа је била затворена а македонски студенти су били послати у унутрашњост Србије. Тако се дошао у Шабац, где је завршио четврти разред гимназије.
Након завршене средње школе, одлучио је да упише и другу средњу школу у Београду. Учитељску школу завршио је 1895. године.
Каријера
Након завршетка школе, добио је канцеларију у Приштини. Уместо да се појави на радном месту, тајно се преселио у Одесу.
Завршена школа није му била призната у Турској. Био је приморан да напише семинарски рад о богословији родног села. Две године студирао је Медицински факултет. У студентском окружењу, постао је веома активан. Писао је есеје, историјску етнографију Балканског полуострва који је објављена у часопису „Жива антика“.
Усред највеће битке за превласт у Македонији, вратио се из Турске у Македонију, у родно село. Упознао се са македонским револуционарним покретом и истовремено прикупио богат фолклорни, етнографски и топографски материјал, који је касније објавио у свом часопису „Вардар“.
Потом одлази у Петроград где постаје члан бугарског друштва студената. Заједно са неколицином истомишљеника, основао је Тајни македонско-једренски комитет. Међутим, руска влада, затворила је Универзитет у Петрограду у пред-револуционарном периоду. Због новонастале ситуације и лошег здравственог стања, опет одлази у Одесу.

## Дело
Истраживао је популарност Марка Краљевића, што је послужило за његов дипломски рад. Године 1902., завршио је факултет у Петрограду.
Исте године основао је македонско студенто друштво у Петрограду. Годину дана касније, македонско студенско друштво је преименовано и од тада је деловало као друштво македонских научника и књижевника - „Свети Климент“. Чланови овог друштва покренули су иницијативу да своје захтеве проследе најпре руској влади а касније и владама других европских земаља. Захтеви су се заснивали на признавању права македонског народа да буде независан и македонски књижевни језик буде званично признат. Захтевали су и враћање Охридске архиепископије.
Крсте Петков постао је сарадник научнику Петру Лаврову. Жртвовао је своју универзитетску каријеру, напустио Петроград и преселио се у Битољ. У Битољу је радио као професор у средњој школи. У Битољ долази руски конзул, Александар Ростковски, који није имао подршку своје владе. Турске власти у августу 1903. године, исценирале су и оптужили га за убиство конзула, због чега је он поново морао да оде у Русију.
Русија је развијала разне активности, пре свега новинарску. Преводио је књиге и уџбенике на македонски језик и залагао се за отварање македонске школе. Припремио је прво издање свог часописа за штампу али није имао довољно средстава да подигне штампани материјал. Први и уједно и један број часописа садржи вредан материјал написан у македонском језику. У часопису је описао македонски јазик и македонску нацију уопштено. Поред часописа „Вардар“, који је штампан у 1905. године (али не у продаје), био је укључен у рад историјског и филолошког друштво.
Током Првог светског рата био је војни дописник предњи за јужни део Македоније. У Другом балканском рату одлази Кишињев где се враћа да ради као професор. Током 1913. македонска колонија у Петрограду почела је да издаје часопис и он одмах успоставља контакте са колонијом која је била у блиској сарадњи са људима који су радили у часопису. Радове је објављивао под својим именом и под псеудонимом К. Пелски.

## Последње недеље живота
Према мемоарима његове супруге Кетрин, шест недеља лечен је без тачне дијагнозе. Претпостављало се да је био оболео од менингитиса или енцефалитиса.
Након шест недеља јаког бола и повремених несвестица, умро је у болници 26. јула 1926. године.
Касније је утврђено да је умрло од тумора на мозгу. Мртав, цео дан лежи у кревету поред њега само његова жена. Није било никога ко би га сахранио. Његова супруга није имала пара за сахрану.
Болница је понудила да тело оставе на обдукцију, али Кетрин и син Сергеј су то одбили.
Сахрањен је на гробљу у Софији, месту за сиротињу, где је сахрањено само десетак људи.

## Дела
- Предговор
- Оно што смо урадили и шта треба да радимо у будућности?
- Да ли Македонци треба да имају националне научне и литерана пријатељства?
- Национални сепаратизам: колико је развијен и како ће се развијати у будућности.
- Моги ли Македонија да има своју етнографску и политичку јединицу?
- Неколико речи о македонском књижевном јазику.[11]

Пробугарска дела:
- „Напомене о јужнословенској филологији и историји“ 1907. година
- „Интелигенција у Македонији“ - 1912. година
- „Наш национални еп и Македонија“ - 1919. година

У остваривању идеје о посебном македонском јазику, објавио је књигу - „О македонских стварима“ (Софија, 1903).
Књига предсатвља политичку анализу положаја македонског народа и нацрт програма за македонски национални покрет. Истовремено, она открива политику суседних земаља против македонског народа, језика, културе и етничког идентитета.